# Galactia pinetorum
Galactia pinetorum är en ärtväxtart som beskrevs av John Kunkel Small. Galactia pinetorum ingår i släktet Galactia och familjen ärtväxter. Inga underarter finns listade i Catalogue of Life.